# Mustafa Ben Halim
Mustafa Ben Halim (Alessandria d'Egitto, 29 gennaio 1921 – Emirati Arabi Uniti, 7 dicembre 2021) è stato un politico libico.
Fu Primo ministro della Libia dall'aprile 1954 al maggio 1957.